# Nagahama
Nagahama (長浜市 -shi) é uma cidade japonesa localizada na província de Shiga.
Em 2011 a cidade tinha uma população estimada em 122,280 habitantes e uma densidade populacional de 1 356,00 h/km². Tem uma área total de 45,50 km².
Recebeu o estatuto de cidade a 1 de Abril de 1943.

## Cidades-irmãs
Nagahama é geminada com as seguintes cidades:
- Augsburg, Alemanha
- Verona, Itália